# The Story of the Who
The Story of the Who è una raccolta del gruppo britannico The Who, pubblicata nel 1976 dalla Polydor Records. Il disco vede la presenza di pezzi che vanno dai primi singoli fino al disco del 1975, The Who by Numbers.

## Tracce
1. Magic Bus (Townshend)
2. Substitute (Townshend)
3. Boris the Spider (Entwistle)
4. Run Run Run (Townshend)
5. I'm a Boy (Townshend)
6. (Love Is Like A) Heat Wave (Dozier, Holland, Holland)
7. My Generation (Townshend)
8. Pictures of Lily (Townshend)
9. Happy Jack (Townshend)
10. The Seeker (Townshend)
11. I Can See for Miles (Townshend)
12. Bargain (Townshend)
13. Squeeze Box (Townshend)
14. Amazing Journey (Townshend)
15. The Acid Queen (Townshend)
16. Do You Think It's Alright? (Townshend)
17. Fiddle About (Entwistle)
18. Pinball Wizard (Townshend)
19. I'm Free (Townshend)
20. Tommy's Holiday Camp (Moon, Townshend)
21. We're Not Gonna Take It (Townshend)
22. See Me, Feel Me (Townshend)
23. Summertime Blues (Capehart, Cochran)
24. Baba O'Riley (Townshend)
25. Behind Blue Eyes (Townshend)
26. Slip Kid (Townshend)
27. Won't Get Fooled Again (Townshend)